# Шлибен, Карл Леопольд фон
Граф Карл Леопольд фон Шлибен (нем. Karl Leopold Graf von Schlieben; 3 февраля 1723, Магдебург — 18 апреля 1788, Кёнигсберг) — прусский государственный деятель из рода Шлибенов.

## Ранняя жизнь
Сын графа Георга Адама фон Шлибена (нем. Georg Adam Graf von Schlieben, 5 февраля 1688 — 15 июня 1737) и графини Катарины Доротеи, урождённой Финк фон Финкенштейн.
С 1739 г. учился в Кёнигсбергском университете. Унаследовал владение городом Гердауэн, а в 1754 году также выкупил у своего брата имение Сандиттен.

## Государственная деятельность
С 1768 года тайный советник, с 1769 г. член кабинета министров Прусского королевства, обербургграф. В 1778 г. вышел в отставку в связи с крупной растратой, совершённой его сыном, лейтенантом Анхальт-Бернбургского полка. В конце жизни занимал пост председателя опекунского совета (нем. Pupillenkollegium) Восточной Пруссии.

## Брак и потомки
Карл женился на графине Марии Элеоноре фон Лендорф 18 января 1747 года в Кёнигсберге. У них было две дочери:
- Графиня Мария Каролина фон Шлибен (28 января 1752 — 2 августа 1832)
- Графиня Фридерика Амалия фон Шлибен (28 февраля 1757 — 17 декабря 1827); вышла замуж, 9 марта 1780 года в Кёнигсберге, за Фридриха Карла Людвига Шлезвиг-Гольштейн-Зондербург-Бекского.